# 小行星7349
小行星7349（7349 Ernestmaes）是一颗绕太阳运转的小行星，为主小行星带小行星。该小行星于1993年8月18日发现。

## 轨道参数
小行星7349的轨道半长轴为2.6806649 UA，离心率为0.057。